# 川波縣 (肯塔基州)
川波县（英語：Trimble County）是美國肯塔基州北部的一個縣，北隔俄亥俄河與印第安納州相望。面積405平方公里。根据美國2000年人口普查，共有人口8,125人。縣治貝德福德（Bedford）。
成立於1837年2月9日。縣名紀念美國最高法院法官羅伯特·川波 （Robert Trimble）。